# Escola Militar de Paris

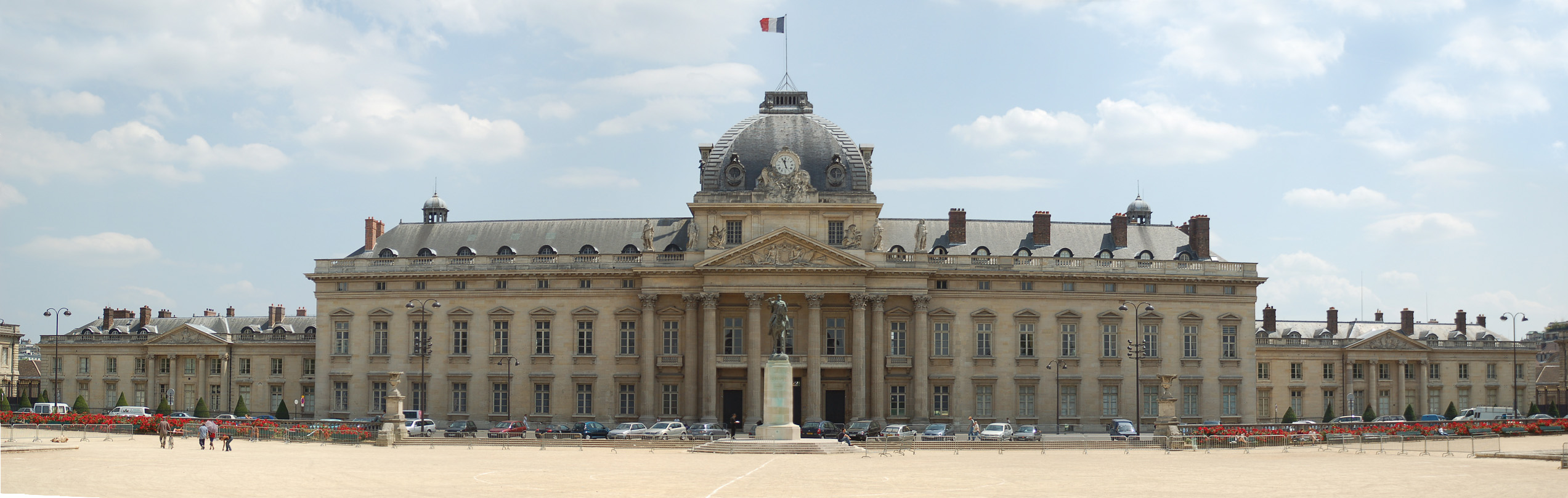
Fachada da Escola Militar de Paris.

A École Militaire (Português: Escola Militar) é um vasto complexo de instalações de treinamento militar localizado em Paris, França, na extremidade sul do Campo de Marte.
Foi fundada por Luís XV em 1750, com base numa proposta do financiador Joseph Pâris (conhecidas como Duverney) com o apoio da Madame de Pompadour. O objetivo era de criar um colégio para treinar oficiais vindos de famílias pobres.

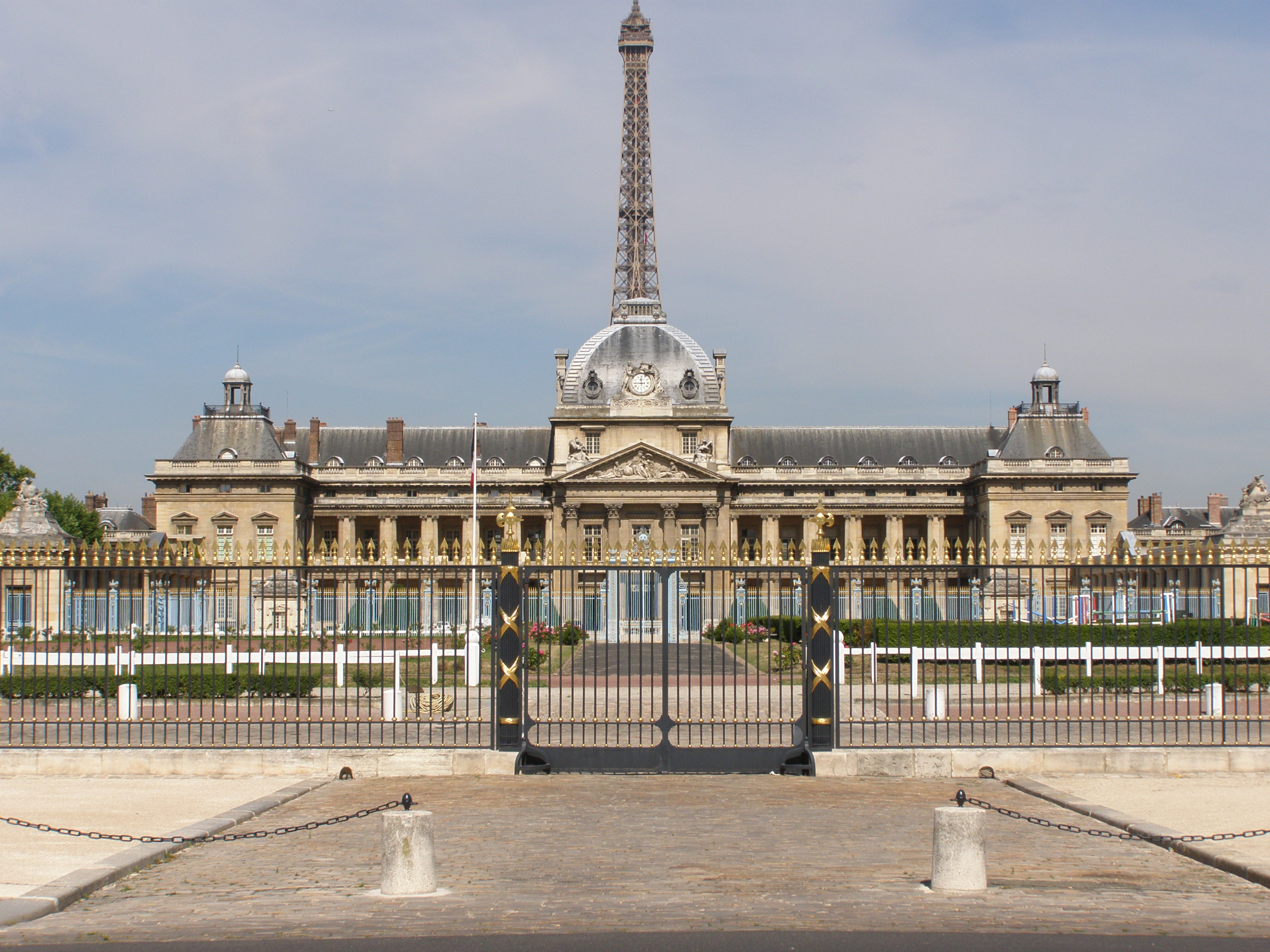
Cúpula da Escola Militar com a Torre Eiffel no fundo.

Foi projetado por Ange-Jacques Gabriel e a construção começou em 1752, mas a escola não foi aberta até 1760. O Conde de St. Germain reorganizou o projeto em 1777 sob o nome de École des-cadetes gentilshommes (Escola de Jovens Cavalheiros), que aceitou o jovem Napoleão Bonaparte em 1784. Napoleão se formou em apenas um ano, em vez de dois.